# Traité de la Mabilais
Pour les articles homonymes, voir Mabilais.
Le traité de La Mabilais est un accord de paix signé le 20 avril 1795 dans le manoir de La Mabilais, à Rennes, entre les Chouans et la République française.

## Contexte
À partir de la fin de 1794, les autorités de la République ont opté pour une politique de pacification, menée notamment par les généraux Hoche (Armée des côtes de Brest) et Canclaux (Armée de l'Ouest) et par le représentant en mission à Nantes Albert Ruelle. Dès le mois de février 1795, un accord essentiel est intervenu : le traité de La Jaunaye (17 février), signé par plusieurs chefs vendéens, en particulier Charette et Sapinaud.

## Le traité de La Mabilais
Il est signé :
- côté chouan, par Cormatin, Chantreau, Solihac, Boishardy, de la Roiterie, Busnel, Bellevue, Geslin, Gourlet, Guignard le jeune, Jarry, Terrien, Lefaivre, Demeaulne, Defils l'aîné, L'Hermite, Lambert, Lantivy, de Nantois, Gaubert de la Nourais, et Dufour ;
- côté républicain par Ruelle et Guczno, Defermon, Corbel, Guermeur, Chaillon, Lanjuinais[1].

## Suites du traité
Le 2 mai, le chef vendéen Stofflet signe le traité de Saint-Florent-le-Vieil.
Pourtant, la paix de La Mabilais est brisée le 27 mai 1795, avec, sur ordre de Hoche, l'arrestation de  Cormatin et de tous les chefs chouans non-signataires. Un mois plus tard a lieu l'expédition de Quiberon.